# ジョン・レノン・フェリント・シルバ
ジョン・レノン・フェリント・シルバ（Jonhn Lennon Felinto Silva、1994年7月12日 - ）は、ブラジル出身のフットサル選手。

## 経歴
2017年7月12日にアグレミーナ浜松に加入した。

## 所属クラブ
- 2010年  ADサンベルナルド・フットサル（ポルトガル語版）
- 2011年  ポルトゥゲーザ・フットサル
- 2012年  サンカエターノ・フットサル（ポルトガル語版）
- 2013年  グレミオ・バルエリ・フットサル
- 2014年  スコーピオンズ・フットサル・オサスコ
- 2015年  サンパウロFC（英語版）
- 2016年 - 2017年  AAバンコ・ド・ブラズィウ（ポルトガル語版）
- 2017年 - 2018年  アグレミーナ浜松
- 2018年  サン・ジョゼ・フットサル（ポルトガル語版）
- 2018年 - 2019年  AFCカイラト
- 2019年 - 2021年  FCリティヤ
- 2021年 - 2022年  エレクトリコFC/ア・マトスカー（ポルトガル語版）
- 2023年  RSCアンデルレヒト（フランス語版）
- 2023年 -   リベラ・ナバーラFS